# جيس ألكسندر
جيسون ألكسندر (بالإنجليزية: Jason "Jace" Alexander)‏ هو ممثل ومخرج أمريكي ولد في يوم 7 أبريل 1964 في مدينة نيويورك في الولايات المتحدة، شارك بتمثيل وإخراج عدة أفلام ومسلسلات منذ سنة 1984 وهو متزوج من الممثلة مادي كورمان منذ سنة 1998 ولديه 3 أطفال منها.

## روابط خارجية
- جيس ألكسندر على موقع IMDb (الإنجليزية)
- جيس ألكسندر على موقع ألو سيني (الفرنسية)
- جيس ألكسندر على موقع أول موفي (الإنجليزية)
- جيس ألكسندر على موقع قاعدة بيانات برودواي على الإنترنت (الإنجليزية)
- جيس ألكسندر على موقع قاعدة بيانات الأفلام السويدية (السويدية)
- جيس ألكسندر على موقع قاعدة بيانات الفيلم (الإنجليزية)
- جيس ألكسندر على موقع كينوبويسك (الروسية)